# 小鹿酒造
小鹿酒造株式会社（こじかしゅぞう）は、日本の鹿児島県鹿屋市吾平町に本社を置く焼酎の製造業者。

## 概要
1971年8月28日に地元の蔵元4社が小鹿酒造協同組合として創業。同年11月に焼酎「小鹿」の製造を開始し、1978年10月に更に2社が参加した（後に1社が離脱）。2007年9月に株式会社に改組し現在に至る。2008年の売上高は約21億1,900万円で焼酎メーカーでは27位となる。
水源は国見山系の麓にある玉泉寺公園。関連法人として1994年に設立した「小鹿農業生産組合」があり、原材料となるサツマイモの栽培を大隅半島で行っている。

## 主な商品
- 小鹿
- 小鹿くろ
- 小鹿本にごり
- 美し里（うましさと） - 吾平町のキャッチフレーズでもある。
- げんもん - 鹿児島弁で「本物」の意。
- 青とんぼ
- 紅とんぼ
- 小鹿の郷 - 鹿児島限定。
- 天と地と人と
- CO・OP焼酎委員会 - 生協コープかごしま限定。

## 参考資料
- 公式サイト 沿革